# Йозеф Маслінський
Йозеф Маслінський, пол. Józef Maśliński, псевдонім М. А. Стікс (1910 — 2002) — поет, літературний та театральний критик, перекладач, театральний режисер, публіцист.
Був членом вільнюської групи «Жагари (Żagary)» та редактором щомісячника «Comoedia» (1938–1939). Працював викладачем у театральній студії Ірени та Тадеуша Бирських, а також літературного Театру Міського у Вільнюсі.
Після війни працював директором Театру Малого та театру «Powszechny» у Варшаві. Викладав також і в НВТШ. В 1957–1990 роках був редакторем «Життя літературного (Życia Literackiego)»